# Nicola Zalewski
Pour les articles homonymes, voir Zalewski.
Nicola Zalewski, né le 23 janvier 2002 à Tivoli en Italie, est un footballeur international polonais qui évolue au poste de milieu gauche à l'Atalanta Bergame.
Il possède également la nationalité italienne.

## Biographie
Zalewski est né à Tivoli de parents polonais et a grandi à Poli, petit village dans la province de Rome, à moins d'une heure de la capitale,,.
Ses parents sont originaires de Łomża en Pologne, son père, Krzysztof Zalewski, ayant fui la Pologne communiste et le service militaire en 1989, pour rejoindre la métropole romaine, alors qu'un Polonais est notamment à la tête du Saint-Siège,,.
Du fait de ses origines, Nicola Zalewski possède la double nationalité italo-polonaise,.

### Carrière en club
Zalewski commence à jouer au foot dès ses 6 ans, à la Nuova Spes de Poli, avant de fréquenter l'ASD Atletico Zagarolo en 2010, où il ne reste qu'une seule année. En 2011, il est directement contacté par Bruno Conti et intègre le centre de formation de l'AS Rome, déménageant même par la suite à Trigoria, là où l'équipe primavera joue ses matchs,.
Brillant déjà en équipe de jeune, il est présent plusieurs fois sur le banc en Serie A et en Ligue Europa lors de la saison 2020-21, sa saison est néanmoins freinée par le covid, dont il est atteint fin novembre,,,.
Nicola Zalewski fait ses débuts professionnels pour l'AS Rome le 6 mai 2021 en demi-finale de la Ligue Europa contre Manchester United, remplaçant Pedro à la 76e minute et marquant son premier but 7 minutes plus tard. Même si la paternité de ce but est dans un deuxième temps attribué à Alex Telles, qui dévie la frappe de Zalewski dans un but contre son camp, Zalewski fait bien partie des protagonistes de cette victoire 3-2 à l'Olimpico, au côté d'autres jeunes comme Ebrima Darboe, sans toutefois permettre aux siens de se qualifier pour la finale, après la lourde défaite 6-2 à l'aller,,.
Le 1er février 2025, Zalewski a rejoint l'Inter Milan, autre club de Serie A, en prêt avec une option d'achat à la fin de la saison. Le prêt initial aurait coûté 600 000 €, avec une option d'achat fixée à 6,5 millions d'euros. Le lendemain, Zalewski a fait ses débuts avec le club lors du derby de la Madonnina, entrant en jeu à la 76e minute à la place de Federico Dimarco. Il a ensuite délivré une passe décisive pour l'égalisation de Stefan de Vrij dans le temps additionnel.

### Carrière en sélection
Pouvant représenter à la fois l'Italie et la Pologne, Zalewski connait dans un premier temps la sélection polonaise avec les équipes de jeunes, après avoir été repéré dès 2017 par Zbigniew Boniek, président de la fédération polonaise et ancien joueur de la Roma,.
Avec les moins de 17 ans polonais, il inscrit deux buts lors des éliminatoires du championnat d'Europe, contre la Finlande et le Portugal.
Avec les moins de 20 ans polonais, il participe à la Coupe du monde 2019 organisée en Pologne. Il est titularisé et passeur décisif lors de la victoire 5-0 en poule contre Tahiti. C'est le seul match qu'il dispute lors de ce mondial. La Pologne s'incline huitièmes de finale face à l'Italie.
Le 16 août 2021, il reçoit sa première convocation en équipe nationale senior, à l'occasion des qualifications à la Coupe du monde 2022,. Il fait ses débuts avec les polonais le 5 septembre suivant, disputant les dernières minutes du match remporté 7-1 à l'extérieur contre Saint-Marin, en profitant déjà pour effectuer sa première passe décisive, sur le dernier but des siens.
Le 10 novembre 2022, il est sélectionné par Czesław Michniewicz pour participer à la Coupe du monde 2022.
Le 8 juin 2024, il figure dans la liste des 26 joueurs polonais retenus par Michał Probierz pour participer à l'Euro 2024.

## Style de jeu
Joueur résolument offensif, il est capable d'évoluer autant sur les ailes que dans un rôle de milieu offensif ou de deuxième attaquant. Droitier, il a un profil de dribbleur, n'hésitant pas à tenir le ballon, habile dans les petits espaces et la surface adverse. Lors de la saison 2021-22, c'est néanmoins au poste de piston gauche devant 3 centraux — ou même comme latéral dans une défense à 4 — qu'il va s'imposer sous l'égide de José Mourinho,.
Citant Totti parmi ses idoles, il porte son numéro 10 en primavera avec la Roma,.

## Statistiques
| Saison                | Club                  | Championnat           | Championnat | Championnat | Championnat | Coupe(s) nationale(s) | Coupe(s) nationale(s) | Coupe(s) nationale(s) | Compétition(s) continentale(s) | Compétition(s) continentale(s) | Compétition(s) continentale(s) | Compétition(s) continentale(s) | Coupe du monde des clubs | Coupe du monde des clubs | Coupe du monde des clubs | Pologne | Pologne | Pologne | Total | Total | Total |
| Saison                | Club                  | Division              | M.          | B.          | P.d.        | M.                    | B.                    | P.d.                  | Comp.                          | M.                             | B.                             | P.d.                           | M.                       | B.                       | P.d.                     | M.      | B.      | P.d.    | M.    | B.    | P.d.  |
| 2020-2021             | AS Roma               | Serie A               | 1           | 0           | 1           | -                     | -                     | -                     | C3                             | 1                              | 0                              | 0                              | -                        | -                        | -                        | -       | -       | -       | 2     | 0     | 1     |
| 2021-2022             | AS Roma               | Serie A               | 16          | 0           | 0           | 1                     | 0                     | 0                     | C4                             | 7                              | 0                              | 2                              | -                        | -                        | -                        | 5       | 0       | 2       | 29    | 0     | 4     |
| 2022-2023             | AS Roma               | Serie A               | 33          | 2           | 1           | 2                     | 0                     | 0                     | C3                             | 12                             | 0                              | 0                              | -                        | -                        | -                        | 7       | 0       | 0       | 54    | 2     | 1     |
| 2023-2024             | AS Roma               | Serie A               | 22          | 0           | 1           | 2                     | 0                     | 0                     | C3                             | 9                              | 0                              | 1                              | -                        | -                        | -                        | 9       | 1       | 4       | 42    | 1     | 6     |
| 2024-2025             | AS Roma               | Serie A               | 12          | 0           | 0           | 1                     | 0                     | 0                     | C3                             | 4                              | 0                              | 1                              | -                        | -                        | -                        | 6       | 2       | 0       | 23    | 2     | 1     |
| Sous-total            | Sous-total            | Sous-total            | 84          | 2           | 3           | 6                     | 0                     | 0                     | -                              | 33                             | 0                              | 4                              | -                        | -                        | -                        | 27      | 3       | 6       | 150   | 5     | 13    |
| 2024-2025             | Inter Milan (prêt)    | Serie A               | 11          | 1           | 1           | 2                     | 0                     | 0                     | C1                             | 2                              | 0                              | 0                              | 2                        | 0                        | 0                        | 2       | 0       | 0       | 19    | 1     | 1     |
| Total sur la carrière | Total sur la carrière | Total sur la carrière | 95          | 3           | 4           | 8                     | 0                     | 0                     | -                              | 35                             | 0                              | 4                              | 2                        | 0                        | 0                        | 29      | 3       | 6       | 169   | 6     | 14    |

## Palmarès

### En club
| AS Roma (1)                                                                           | Inter Milan                                                                                  |
| ------------------------------------------------------------------------------------- | -------------------------------------------------------------------------------------------- |
| - Conference League (1) : - Vainqueur : 2022 - Europa League (0) : - Finaliste : 2023 | - Serie A (0) : - Vice-champion : 2025 - Ligue des champions de l'UEFA :finalistes 2024-2025 |